# Ischnocentrus limpidus
Ischnocentrus limpidus är en insektsart som beskrevs av Schmidt 1927. Ischnocentrus limpidus ingår i släktet Ischnocentrus och familjen hornstritar. Inga underarter finns listade i Catalogue of Life.